# Pierre Chailley (NN2)
Pierre Chailley (NN2) byla minonosná ponorka francouzského námořnictva. Ve službě byla v letech 1922–1936.

## Stavba
Ponorka byla objednána v programu pro rok 1917. Stavbu zajistila francouzská loděnice Normand v Le Havre. Stavba byla zahájena v květnu 1917. Na vodu byla spuštěna 19. prosince 1921 a do služby byla přijata roku 1922.

## Konstrukce
Ponorka měla dvouplášťovou konstrukci. Výzbroj představoval jeden 100mm/45 kanón M1917, čtyři 450mm torpédomety se zásobou čtyř torpéd a až 40 min, které byly vypouštěny z vertikálních trubic pomocí systému Normand-Fenaux. Pohonný systém tvořily dva vznětové motory Sulzer o výkonu 1800 hp pro plavbu na hladině a jeden elektromotor o výkonu 1400 hp pro plavbu pod hladinou. Lodní šrouby byly dva. Nejvyšší rychlost dosahovala 13,7 uzlu na hladině a 8,5 uzlu pod hladinou. Dosah byl 2800 námořních mil při rychlosti jedenáct uzlů na hladině a osmdesát námořních mil při rychlosti pět uzlů pod hladinou.